# Gyula Andrássy il Vecchio
Gyula Andrássy de Csíkszentkirály et Krasznahorka (Košice, 3 marzo 1823 – Volosca, 18 febbraio 1890) è stato uno statista ungherese, primo ministro d'Ungheria fra il 1867 e 1871 e successivamente ministro degli esteri dell'Austria-Ungheria fra il 1871 e il 1879.

## Biografia
Figlio del conte Károly Andrássy ed Etelka Szapáry, nacque a Košice (attualmente in Slovacchia), Regno d'Ungheria. Educato da un padre liberale che apparteneva all'opposizione politica, in un'epoca in cui l'opposizione al governo era molto pericolosa, Andrássy in età molto precoce partecipò alle lotte politiche dell'epoca, adottando in via preliminare il lato patriottico.

### Carriera
Parteggiò per il movimento nazionale magiaro; inviato dal governo rivoluzionario di Kossuth (1849) in missione a Costantinopoli, non ebbe riconosciuto dalla Porta il carattere diplomatico e si rifugiò a Londra; l'Austria lo condannò a morte nel 1851.
Graziato poi nel 1857 tornò in patria e nel 1861 fu eletto alla Dieta (fino al 1869). Collaborò con l'Imperatrice Elisabetta, assumendo la parte principale nelle trattative che condussero al Compromesso austroungarico del 1867 e divenne presidente del consiglio ungherese dal 1867 al 1871.
Per mantenere la supremazia dei magiari in Ungheria si accordò con i tedeschi, opponendosi ai tentativi d'introdurre in Austria il federalismo, e con Bismarck premendo su Friedrich Ferdinand von Beust per ottenere che la monarchia rimanesse neutrale durante la Guerra franco-prussiana.
Succedette al Beust come presidente del ministero comune e ministro degli Esteri della monarchia austro-ungarica (novembre 1871 -aprile 1879).
Si adattò alla politica del Bismarck: l'Austria-Ungheria, con lui, rinunciò a immischiarsi nelle questioni tedesche e, per quanto avversasse la Russia, accettò l'alleanza dei Tre imperatori; durante la crisi orientale del 1875-1878 preferì rimanere neutrale nella guerra russo-turca, ottenendo il consenso russo all'occupazione militare austriaca della Bosnia ed Erzegovina, diritto riconosciuto dal trattato di Berlino.
Non riuscì a ingrandire la Serbia (per metterla in contrasto con la Russia da un lato e la Croazia dall'altro), né ad opporsi al risveglio delle nazionalità balcaniche.
La sua politica causò tuttavia malcontento, onde poco dopo si indusse a ritirarsi.

### Orientamento politico
Andrássy era un conservatore; la sua politica estera guardò ad espandere l'impero in Europa sud-orientale, preferibilmente con il sostegno britannico e tedesco, e senza alienarsi la Turchia. Vedeva la Russia come il principale avversario a causa delle sue politiche espansionistiche verso l'area slava e ortodossa. Diffidava dei movimenti nazionalisti slavi considerati una minaccia all'impero multietnico.

## Famiglia
Da sua moglie, la contessa Katinka Kendeffy, che egli sposò a Parigi nel 1856, il conte Andrássy ebbe due figli maschi, e una femmina, Ilona (1858-1952).
Entrambi i figli maschi si distinsero come statisti. Il maggiore, Tivadar Andrássy (1857-1905), fu eletto vicepresidente della Camera Bassa del parlamento ungherese nel 1890. Il più giovane, Gyula (1860-1929), ebbe anch'egli una carriera politica di successo.
Il conte Gyula Andrássy ebbe quattro nipoti:
- Ilona (1886–1967) vedova di guerra del conte Pál Esterházy (1883–1915), si risposò con il conte József Cziráky.
- Borbála (1890–1968), che sposò il marchese György Pallavicini.
- Katinka (1892–1985), "la contessa rossa", che sposò il premier conte Mihály Károlyi.
- Klára (1898–1941), era una rivoluzionaria comunista, che sposò il nobile ed industriale ungherese principe Károly Odescalchi, loro figlio era Pál[1].

Secondo la leggenda comune, il conte Andrássy ebbe una storia d'amore di lunga durata con Elisabetta, imperatrice d'Austria e regina d'Ungheria, nota come Sissi, moglie dell'imperatore Francesco Giuseppe I d'Austria-Ungheria. Alcune voci malevole sostennero che il conte Andrássy fosse il vero padre della sua ultimogenita. Non vi è alcuna prova di questo, e la diceria potrebbe essersi sviluppata grazie alla devozione di entrambi verso l'Ungheria, la sua cultura e i suoi costumi nazionali.